# 海老澤月那
海老澤 月那（えびさわ るな、1996年1月21日 - ）は、日本のアイドル、タレント。東京都出身。タンバリンアーティスツに所属していた。

## 来歴・人物
2006年4月、「りぼんガールオーディション」で準グランプリを獲得する。

## 出演

### テレビ
- タンバリンマニアTV（2009年6月、スカパー!・エンタ!371）

### CD
- アニマル横町 OP「ラブ chu ユー!!」（2006年）

### イベント
- タンバリンマニア04（2009年1月、西新宿クロスロード）
- タンバリンマニア〜sizeS〜（2009年3月、秋葉原GOODMAN）

### スチル
- 鶴見大学附属中学校・高等学校 学校案内パンフレット